# Знос (економіка)
Знос (економіка) — знецінення довгострокових матеріальних виробничих активів (основних засобів), таких як будівлі, обладнання, транспорт, що спричиняється втратою їх техніко-економічних характеристик. Іншими словами, це знецінення активу яке спричиняється різноманітних причинами.
Розрізняють два види зносу:
- Фізичний знос (фізичне зношування основних фондів) — поступова втрата основними фондами своєї споживчої вартості у процесі їх виробничого використання і під впливом несприятливих умов та сил природи[1], що пов'язаний зі зниженням його вартості в результаті втрати своїх фізичних властивостей (міцність, зовнішній вигляд і т. ін.) шляхом природного фізичного старіння в процесі використання даного об'єкта майна.
- Моральний знос (моральне зношування основних фондів) — зниження вартості основних фондів внаслідок зростання продуктивності праці та технічного прогресу в галузях, де їх виробляють[1], пов'язане з втратою доцільності використання застарілих основних виробничих фондів через появу досконаліших предметів і засобів праці (з поліпшеними технічними і технологічними параметрами).

Несвоєчасна заміна морально застарілих основних виробничих засобів призводить до того, що собівартість підвищується, а якість продукції знижується порівняно з продукцією, що виготовлена на технічно досконаліших машинах та устаткуванні.
Для замінити старої техніки на нову, існує явище «оновлення основних засобів», а для його розрахунку коефіцієнт оновлення основних засобів.
Відшкодування зносу основних засобів здійснюється шляхом амортизації.
Амортизація основних засобів — поступове перенесення вартості засобів праці в міру їх фізичного і морального зношування на продукцію, яку виготовляють з їх допомогою, та на надані послуги. Існує декілька видів амортизації.